# Stazione di Pianerottolo d'Ariano
La stazione di Pianerottolo d'Ariano è una stazione ferroviaria posta lungo la linea Napoli-Foggia, che in quella tratta è a binario unico. Situata a 549 m s.l.m. nel punto più elevato dell'intera linea, l'infrastruttura è ubicata nell'alta valle del Cervaro a circa 10 km dal centro abitato di Ariano Irpino, di cui costituisce il secondo scalo ferroviario.

## Storia
La stazione non trae il proprio nome da alcuna località abitata, ma piuttosto dallo spianato ("pianerottolo" nel gergo tecnico) che si venne a creare lungo la riva destra del torrente Cervaro a seguito delle operazioni di sversamento, livellamento e compattazione del materiale di risulta derivante dallo scavo dell'attiguo traforo di valico. La cosiddetta "fermata di Pianerottolo", realizzata appunto sul suddetto spianato, fu inaugurata nel 1869 con la funzione effettiva di posto di movimento mentre, in una prima fase, non venne omologata per il servizio passeggeri.
In particolare l'impianto, in virtù della sua peculiare posizione di valico, era destinato alla manovra e alla sosta delle locomotive di spinta che venivano aggiunte in coda ai convogli più pesanti a partire dalla stazione di Montecalvo sul lato Napoli e a partire dalla stazione di Bovino sul lato Foggia, a causa delle forti pendenze del tratto appenninico in corrispondenza della sella di Ariano. Per agevolare l'inversione di marcia delle locomotive di spinta era stata realizzata anche una piattaforma girevole, accessibile direttamente dal primo binario.
Durante la fermata dei convogli venivano svolte anche altre operazioni tecniche: oltre ad eventuali incroci, si effettuava infatti il rifornimento dell'acqua (estratta da una vicina fontana e inviata in stazione tramite una condotta a pendenza naturale) per le locomotive a vapore; e si provvedeva anche all'accensione o allo spegnimento dei fanali, poiché a partire da tale stazione ha inizio una lunga serie di trafori lungo la direttrice per Napoli.
La notte del 29-30 settembre 1889 si verificò l'incidente ferroviario di Pianerottolo, uno scontro frontale fra due treni accelerati, uno dei quali carico di bestiame. Il disastro avvenne all'interno della galleria di valico (lunga 3204 metri), il cui imbocco è situato nelle immediate vicinanze della stazione. Vi furono numerosi morti e feriti oltre a una strage di animali e a gravi danni al materiale rotabile.
Il piazzale di stazione fu elettrificato nel 1926-1927, unitamente all'intera tratta Benevento-Foggia, nell'ambito della sperimentazione (perfettamente riuscita) del sistema di trazione a corrente continua a 3000 volt, in seguito implementato anche sulle altre linee ferroviarie nazionali. Fin dal 1º agosto 1925 la stazione, destinata ormai a perdere molte delle sue antiche funzioni, era stata intanto aperta al traffico passeggeri e bagagli che, però, si mantenne a lungo su livelli piuttosto modesti, anche perché fino agli anni '60 del Novecento l'infrastruttura ferroviaria di Pianerottolo d'Ariano non era interconnessa alla rete stradale. A decorrere dalla metà dei successivi anni '90 la stazione fu resa impresenziata.

## Struttura e impianti
L'edificio di stazione è strutturato su due piani.
Il piazzale si componeva in origine di 4 binari, 2 dei quali sono stati smantellati agli inizi del 2014; in tale anno è stata inoltre asportata l'ex piattaforma girevole. I due binari superstiti corrispondono a quelli che in origine erano il terzo e quarto binario.
Pur disponendo di diversi tronchini, la stazione non ha mai usufruito di uno scalo merci.

## Movimento
A partire dal 2006 la stazione non è servita da alcuna relazione, mentre vi erano quattro coppie giornaliere di treni passeggeri nel 1938, sei nel 1955 e cinque nel 1973.